# Јужна Кореја на Светском првенству у атлетици у дворани 2022.
Јужна Кореја је дванаести пут учествовала на 18. Светском првенству у атлетици у дворани 2022. одржаном у Београду од 18. до 20. марта. Репрезентацију Јужне Кореје представљао је један такмичар која се такмичио у скоку увис.,
На овом првенству Јужна Кореја је по броју освојених медаља делила 14. место са 1 медаљом (златна).
У табели успешности према броју и пласману такмичара који су учествовали у финалним такмичењима (првих 8 такмичара) Јужна Кореја је са 1 учесником у финалу делила 28. место са 8 бодова.
| Плас. | Земља    | 1. место | 2. место | 3. место | 4. место | 5. место | 6. место | 7. место | 8. место | Бр. финал. | Бод. |
| ----- | -------- | -------- | -------- | -------- | -------- | -------- | -------- | -------- | -------- | ---------- | ---- |
| =28.  | Етиопија | 1        | 0        | 0        | 0        | 0        | 0        | 0        | 0        | 1          | 8    |

## Учесници
Мушкарци:
- Sanghyeok Woo — Скок увис

## Освајачи медаља (1)

### Злато (1)
- Sanghyeok Woo — Скок увис

## Резултати

### Мушкарци
| Атлетичар     | Дисциплина | Лични рекорд | Финале   | Финале | Детаљи |
| Атлетичар     | Дисциплина | Лични рекорд | Резултат | Место  | Детаљи |
| ------------- | ---------- | ------------ | -------- | ------ | ------ |
| Sanghyeok Woo | Скок увис  | 2,36 НР      | 2,34     |        |        |